# Rhytiphora marmorata
Rhytiphora marmorata là một loài bọ cánh cứng trong họ Cerambycidae.